# Liptena inframacula
Liptena inframacula är en fjärilsart som beskrevs av Hawker-smith 1933. Liptena inframacula ingår i släktet Liptena och familjen juvelvingar. Inga underarter finns listade i Catalogue of Life.